# Begli, Kolar
Begli là một làng thuộc tehsil Kolar, huyện Kolar, bang Karnataka, Ấn Độ.